# Ville-ès-Nouaux

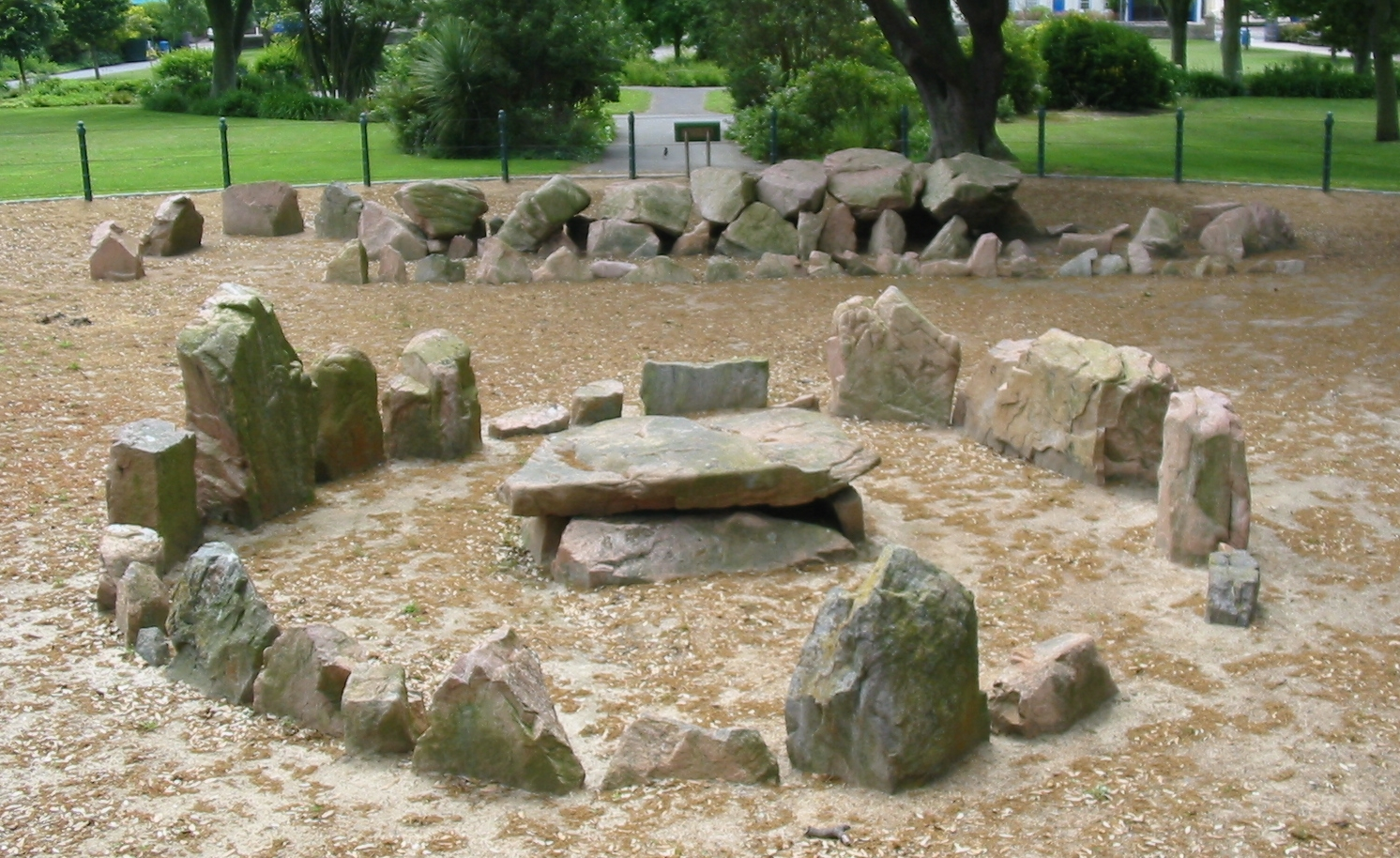
Ville-ès-Nouaux

Ville-ès-Nouaux – cmentarzysko neolityczne, znajdujące się w parafii Saint Helier na wyspie Jersey. Składa się z grobowca galeriowego oraz dolmenu otoczonego kręgiem kamiennym.
Kompleks datowany jest na okres późnego neolitu (2800–2000 p.n.e.). Grobowiec galeriowy, z wejściem zorientowany w kierunku południowym, ma 5,8 m długości. Wewnątrz znaleziono naczynia ceramiczne, w tym puchary i misy, a także płytkę łuczniczą. Dolmen otoczony jest kamiennym kręgiem o wymiarach 6,4×5,8 m i składa się z niewielkiej komnaty o wymiarach 1,2×1 m i wysokości zaledwie 0,3 m, nakrytej kamienną płytą wspartą na czterech głazach nośnych. Podczas przeprowadzonych w 1883 roku prac archeologicznych we wnętrzu dolmenu znaleziono jedynie kilka wiórów krzemiennych.